# جايسون هورن
جايسون هورن (بالإنجليزية: Jason Horn)‏ هو لاعب كرة قدم أمريكية أمريكي، ولد في 1973.